# Akademisch-Musische Verbindung Berlin
Die Akademisch-Musische Verbindung Berlin (ehem. Akademische Liedertafel zu Berlin, genannt AMV Berlin) ist eine gemischte Studentenverbindung in Berlin, die musisch interessierte Studierende aller Fachrichtungen zusammenbringt.
1856 als Akademische Liedertafel gegründet bildet sie eine Gruppe von Menschen, die durch langanhaltende Gemeinschaft und Tradition fortbesteht und durch gemeinsames Interesse an den verschiedensten Künsten wächst und sich verändert. Bis heute organisiert sie regelmäßig Konzerte, Feste und zahlreiche weitere Veranstaltungen.
Die AMV Berlin ist Gründungsmitglied des Sondershäuser Verbands (SV) und schuf damit einen der ersten überregionalen Zusammenschlüsse Akademischer Gesangsvereine ihrer Zeit. Sie ist nichtschlagend, farbenführend und weder konfessionell noch politisch gebunden. Die Mitglieder begegnen sich auf neutralem Grund und widmen sich der Pflege der Musik und der Künste.

## Bundesprinzipien
Um Mitglied der AMV Berlin zu werden, wird eine Immatrikulation an einer Hochschule oder Universität vorausgesetzt. Ebenso gilt das Prinzip der allgemeinen „Musenpflicht“, also die Forderung, dass sich die Mitglieder in den angebotenen musischen Gruppen engagieren.
Ein weiteres der Kernprinzipien bildet das Lebensbundprinzip, dieses umfasst eine generationenübergreifende Freundschaft und Verbundenheit. Die Mitgliedschaft endet nicht mit Abschluss des Studiums, sondern wird darüber hinaus weitergeführt, i. d. R. im zugehörigen Philisterverband, dem Verein alter Bundesgeschwister.

## Musische Gruppen
Die AMV Berlin unterhält regelmäßig stattfindende musische Gruppen, die in den Verbindungsräumen proben:
- Großer Chor
- Chor für tiefe Stimmen
- Chor für hohe Stimmen
- Hausband
- Theaterensemble

Die Rahmenbedingungen ermöglichen zudem die Bildung von Kammerensembles und -chören, Tanzgruppen und weiteren Formationen, welche sowohl projektartig als auch über mehrere Semester hinweg stattfinden können. Derartige Projekte zu fördern ist ebenfalls Vereinszweck.

## Geschichte

### Gründungszeit
An der Friedrich-Wilhelm Universität zu Berlin (heute Humboldt-Universität zu Berlin) riefen  1855 Fischer von Treuenfeld, Franz Marheineke und Richard Wulkow dazu auf, sich in einem akademischen Kreis zur Pflege des Männergesanges zusammenzuschließen. Hieraus entstand im Folgejahr die Akademische Liedertafel (ALT) zu Berlin, als deren Gründungstag im Wintersemester 1857/58, anlässlich Mozarts 100. Geburtstag, der 1. Februar 1856 festgelegt wurde. Von Beginn an vertrat die ALT das schwarze Prinzip, d. h. es wurde auf das Tragen der Bundesfarben in der Öffentlichkeit verzichtet und es wurde keine Satisfaktion erteilt, d. h. Streitigkeiten wurden nicht beim Fechten geklärt. Ab 1858 veranstaltete die Akademische Liedertafel regelmäßig öffentliche Konzerte.
Am 18. Juli 1867 schloss die ALT mit dem Akademischen Gesangverein München einen Kartellvertrag, in dem sich die beiden Bünde gegenseitige Unterstützung (u. a. durch Leihgabe von Noten und Kompositionen) versicherten. Dieser Kartellvertrag wuchs 1880 zum Kartellverband an, der 1897 den Namen Sondershäuser Verband erhielt.
1882 folgte die Gründung des Altherrenverbands der ALT, nachdem die ersten Mitglieder ihr Studium beendet hatten. 1890 gründete sich als zweite musische Verbindung Berlins der Akademische Quartettverein (AQV) (später Sängerverbindung Arndt).
1906 feierte die ALT das 50. Stiftungsfest mit rund 200 Mitgliedern. Rund 1000 Personen nahmen teil. Ein Flügel wurde gestiftet, der noch heute im Saal in der Bremer Straße steht und im Besitz der AMV Berlin ist. Auf dem Kartelltag des SV wurde der Akademische Quartettverein aufgenommen.

### Im Ersten Weltkrieg
1914 machte der aufkommende Nationalismus auch vor der ALT nicht halt. Da viele Aktive einberufen wurden oder sich freiwillig zum Kriegsdienst meldeten, konnte ab dem Wintersemester 1914/15 nur ein Notbetrieb stattfinden.
Nach dem Ersten Weltkrieg stagnierte zwar vorerst das Musenleben, jedoch konnte 1919 mit der Englischen Straße 6 in Berlin-Charlottenburg das erste eigene Haus der ALT erworben werden.

### 1920er und 1930er Jahre
1923 fand eine Konzertreise nach Schweden statt, bei welcher der Chor der Akademischen Liedertafel insgesamt 32 Konzerte gab. Der finanzielle Überschuss der Tournee kam dem deutschen Studentenhilfswerk zugute.

### Im Zweiten Weltkrieg
1933 wurde die Verbindung auf Nachdruck der NSDAP gezwungen, entweder in eine gleichgeschaltete Kameradschaft überzugehen, oder sich aufzulösen. Nach dem Dachverband stellte im Februar 1936 auch die ALT ihren Betrieb ein, während die Arndt als NS-Altherrenschaft „Kameradschaft Freiherr von Stein“ versuchte, Eigentum und Vermögen der beiden Bünde zu schützen.

### 1950er bis 1980er Jahre
1951 fand die Wiederbegründung des SV durch eine am 18. und 19. Januar auf einem Münchener Vertretertag erarbeitete und angenommene neue Satzung statt. Inzwischen hatte sich die politische und gesellschaftliche Lage wieder entspannt und verschiedene SV-Verbindungen gründeten sich neu, nach der Ablehnung der Satisfaktion mit der Waffe durch den SV-Vertretertag ausschließlich nichtschlagend.
1954 gründete sich unter Zusammenschluss der Altherrenverbände der ALT und der Arndt die „Akademisch-Musikalische Verbindung Berlin“. Im dritten Semester nach der  Neugründung zählte die Aktivitas wieder 11 Bundesbrüder.
1960 verlieh innerhalb eines Festaktes im Auditorium Maximum der FU Bundespräsident Theodor Heuss der AMVB die Zelterplakette. Diese wird an Chorvereinigungen verliehen, welche eine hundertjährige Tradition der Pflege des deutschen Gesangs vorweisen und durch Leistung vorgeschlagen werden. Als Tradition wurde und wird die Pflege der Musen nach wie vor fortgeführt und zeigt sich heute noch als eines der zentralen Kernprinzipien des Vereins.
1963 wurde ein neues Verbindungshaus in der Auguste-Viktoria-Straße 34 in Berlin-Wilmersdorf erworben.
1976 wurde auf einem außerordentlichen SV-Vertretertag die Vollmitgliedschaft von Studentinnen anerkannt. Im gleichen Zuge beschloss auch die AMV Berlin, Frauen aufzunehmen.
1981 waren Spannungen in der Aktivitas zu verspüren. Da sich die Aktiven nicht mehr als Verbindung identifizieren wollten, traten sie geschlossen aus, besetzten aber weiterhin die Aktivenzimmer. In der Folge konnte kein Bundesleben mehr stattfinden, und die finanziell angespannte Lage zwang den Altherrenverband im März 1981 zum Hausverkauf.

### Seit den 1980er Jahren
1986 gründete sich unter großem Einsatz von Verbandsmitgliedern aus ganz Deutschland eine neue Aktivitas, die in der Suarezstraße 15 tagte. Nachdem die Suarezstraße mieterseitig gekündigt wurde, konnte zum 10. März 1992 in der Bremer Straße 68 ein Wohnheim mit Saalgebäude erworben werden (ehem. Stuckateurwerkstatt Albert Bachmann & Söhne), welches unter Anstrengung der Mitglieder in den heutigen Zustand umgebaut wurde.
1994 wurde die Akademisch-Musikalische Verbindung Berlin in Akademisch-Musische Verbindung Berlin umbenannt, um die Gesamtheit der Künste abzudecken. Da bereits die ersten Damen philistriert wurden, wurde alsbald auch der Altherrenverband in „Verband alter Bundesgeschwister“ umbenannt.
Der große Chor der AMV Berlin kooperierte für gemeinsame Konzerte immer wieder mit anderen Chören und Orchestern.

## Verbindungshaus
Im Laufe der Jahre bezog die AMV Berlin unterschiedliche Räumlichkeiten:
- 1906–1919 Kleine Hamburger Straße 4 in Berlin-Mitte
- 1919–1936 Englische Straße 6 in Berlin-Charlottenburg
- 1958–1963 Bachstelzenweg 19a in Berlin-Dahlem
- 1963–1981 Auguste-Viktoria-Straße 34 in Berlin-Wilmersdorf
- 1986–1992 Suarezstraße 15/17 in Berlin-Charlottenburg
- seit 1992 Bremer Straße 68 in Berlin-Mitte, gegenüber der Arminius-Markthalle
- 2001 Vermietung und Nutzung der ersten Wohnung im Vorderhaus als Verbindungswohnung

## Bekannte Mitglieder
- August Eduard Grell (1800–1886), Komponist, Organist, Direktor der Sing-Akademie zu Berlin
- Wilhelm Taubert (1811–1891), Pianist und Komponist
- Julius Stern (1820–1883), Musikpädagoge und Komponist
- Ernst Remelé (1842–1914), Reichsgerichtsrat
- Carl de Boor (1848–1923), Byzantinist und Bibliothekar
- Bernhard Lepsius (1854–1934), Chemiker und Manager
- Hans Lutsch (1854–1922), Kunsthistoriker und Denkmalpfleger, Staatskonservator Preußens
- Jean Paul Ertel (1856–1933), Komponist
- Karl Mommsen (1861–1922), Bankdirektor und Mitglied des Deutschen Reichstags, Abgeordneter im Preußischen Landtag
- Fritz Volbach (1861–1940), Dirigent, Komponist und Musikwissenschaftler, Universitätsmusikdirektor der Eberhard Karls Universität Tübingen
- Georg von Fewson (1863–1931), Oberbürgermeister von Apolda, Bürgermeister von Eisenach
- Otto Jessen (1864–1936), Klassischer Philologe und Publizist
- Hermann Reincke-Bloch (1867–1929), Historiker, Hochschullehrer und Politiker (DVP), Ministerpräsident des Freistaates Mecklenburg-Schwerin, Landesminister
- Otto Vollbehr (1869–1946), Chemiker, Erfinder, Antiquar
- Eberhard König (1871–1949), Schriftsteller und Dramaturg
- Carl Bergmann (1874–1935), Bankier und Diplomat
- Johannes Bischoff (1874–1936), Opernsänger (Bassbariton), Theaterschauspieler und -regisseur
- Theodor Litt (1880–1962), Kultur- und Sozialphilosoph und Pädagoge
- Carl Maria Artz (1887–1963), Dirigent und Komponist
- Hans Bavendamm (1896–1974), deutscher Staatsbeamter und Landwirtschaftsfunktionär, Mitglied des Provinziallandtages von Pommern
- Werner Bavendamm (1898–1981), Botaniker und Mykologe
- Erwin Gigas (1899–1976),  Geodät, Geophysiker, Erfinder und Messtechniker
- Werner Forßmann (1904–1979), Professor der Medizin in Düsseldorf, Nobelpreisträger
- Theodor Kleinknecht (1910–1995), Ministerialrat am Bundesministerium der Justiz, Präsident der Generalstaatsanwaltschaft beim Oberlandesgericht Nürnberg, Honorarprofessor
- Theodor Schlott (1911–2001), Kammersänger (Bass)
- Ulrich Gabler (1913–1994), Schiffbauingenieur

## Auszeichnungen
- Zelterplakette, 1960